# Malawi i olympiska sommarspelen 2008
Malawi deltog i de olympiska sommarspelen 2008 som ägde rum i Peking i Kina. Ingen av landets deltagare erövrade någon medalj.

## Friidrott
- Huvudartikel: Friidrott vid olympiska sommarspelen 2008

Förkortningar
- Notera – Placeringar gäller endast den tävlandes eget heat
- Q = Kvalificerade sig till nästa omgång via placering
- q = Kvalificerade sig på tid eller, i fältgrenarna, på placering utan att ha nått kvalgränsen
- NR = Nationellt rekord
- N/A = Omgången inte möjlig i grenen
- Bye = Idrottaren behövde inte delta i omgången

Herrar
Bana och väg
| Idrottare      | Gren        | Heat     | Heat      | Semifinal        | Semifinal        | Final            | Final            |
| Idrottare      | Gren        | Resultat | Placering | Resultat         | Placering        | Resultat         | Placering        |
| -------------- | ----------- | -------- | --------- | ---------------- | ---------------- | ---------------- | ---------------- |
| Chauncy Master | 1 500 meter | 3:44.96  | 10        | Gick inte vidare | Gick inte vidare | Gick inte vidare | Gick inte vidare |

Damer
Bana och väg
| Idrottare        | Gren    | Heat     | Heat      | Final            | Final            |
| Idrottare        | Gren    | Resultat | Placering | Resultat         | Placering        |
| ---------------- | ------- | -------- | --------- | ---------------- | ---------------- |
| Lucia Chandamale | 5 000 m | 16:44.09 | 15        | Gick inte vidare | Gick inte vidare |

## Simning
- Huvudartikel: Simning vid olympiska sommarspelen 2008